# Brachymenium hornschuchianum
Brachymenium hornschuchianum é uma espécie de planta do gênero Brachymenium e da família Bryaceae.
Brachymenium hornschuchianum é caracterizada por apresentar filídios contorcidos e espiralados quando secos, margem diferenciada e com a base reflexa, costa sub-percurrente, arista longa e cápsula geralmente oblonga. Esta espécie assemelha-se a Brachymenium elimbatum pelos aspectos do gametófito e do esporófito, pelo formato e rede celular do filídio. Contudo, o filídio de Brachymenium elimbatum não apresenta a margemdiferenciada e a base é plana.

## Taxonomia
Os seguintes sinônimos já foram catalogados:  
- Brachymenium pulchellum  Hornsch.
- Bryum martianum  Müll. Hal.
- Bryum pulchellum  Hedw.
- Bryum hornschuchianum  (Mart.) Müll. Hal.

## Forma de vida
É uma espécie corticícola, epixila e presente em tufos.

## Descrição
Plantas de tamanho médio, gametófito com até 15 milímetros (raramente até 25 mm) de comprimento, verde claras, em densos tufos com emaranhados de rizóides. Filídios regularmente dispersos, contorcidos e espiralados quando secos, oblongos, lanceolados a elípticos, ápice longo-acuminado com uma arista hialina, margem diferenciada em uma fileira de células alongadas com o ápice crenulado, base reflexa; células apicais romboide-hexagonais, células basais retangulares; costa fraca, minguante em direção ao ápice e sub-percurrente, com o espaço entre o final da costa e a arista maior do que cinco células, costa longo-excurrente nos filídios periqueciais. Ramos flageliformes ausentes. Opérculo cônico e curto-apiculado. Cápsula oblonga a elipsoide; dentes do exóstoma triangulares, papilosos, alaranjados, espaçados entre si; membrana do endóstoma até a metade da altura do exóstoma, segmentos e cílios ausentes.

## Conservação
A espécie faz parte da Lista Vermelha das espécies ameaçadas do estado do Espírito Santo, no sudeste do Brasil. A lista foi publicada em 13 de junho de 2005 por intermédio do decreto estadual nº 1.499-R.

## Distribuição
A espécie é encontrada nos estados brasileiros de Espírito Santo, Minas Gerais, Paraná, Rio de Janeiro, Rio Grande do Sul, Santa Catarina e São Paulo.
A espécie é encontrada no domínio fitogeográfico de Mata Atlântica, em regiões com vegetação de floresta ombrófila pluvial e mata de araucária.